# 东涌站 (广州)
东站是广州地铁4号线的高架车站，位於中國廣東省廣州市南沙区东涌镇广澳高速公路与群益路之间的地块当中，於2006年12月30日启用。

## 车站结构

### 车站楼层
本站共有两层，地上二层为4号线月台；地面为车站站厅及各出入口，周边为群益路、盛学路、笃学路、广澳高速公路高架桥梁、香港科技大学（广州）等建筑和农田。
| 地上二层 | 侧式站台 | 侧式站台                                                 | 侧式站台 | 侧式站台 |
|          | 1 站台   | █4号线 黃村方向（下站：低涌）                            |          |          |
|          | 2 站台   | █4号线 南沙客运港方向（下站：庆盛）                      |          |          |
|          | 侧式站台 |                                                          |          |          |
| 地面     | 站廳     | 售票機、客服中心、商店、警务室、安检设施、卫生间、母婴室 |          |          |

### 站厅
为方便乘客进出，收费区设于站厅中心，站厅收费区内设有一台升降机、两台扶手电梯以及一组楼梯供乘客前往不同方向的月台。车站内设有自动售卡充值机等设施。
另外，本站的卫生间和母婴室均设于站厅收费区的车站控制室旁。

### 月台
本站设有两个侧式月台，位于京珠高速高架桥东侧地面之上空。
在本站南端西侧路轨设有一条存车线，如果庆盛站以南的路段出現故障而需要暫停服務時，往南沙客運港方向的列車可以該站作為臨時的終點站。南沙客運港方向的列車可以該站作為臨時的終點站。在這種情況下，列車首先會在該站2號月台清客，之後會駛入存车线用作調頭之用。其後，列車將會再經過月台南端的單渡線駛入該站1號月台，接載往黄村沿途各站的乘客。4号线的石碁站亦是類似設計。

2号月台全景图

### 出入口
东涌站共设有三个出入口。
|                                 |                                  |      |          |                    |
| 編號                            | 设施                             | 照片 | 出口指示 | 建議前往的目的地   |
| A                               | 同层                             |      | 群益路   | 盛学路、笃学路     |
| B                               | 盲道标志 · 无障碍通道标志 · 同层 |      | 群益路   | 东涌地铁站公交车站 |
| C                               | 盲道标志 · 无障碍通道标志 · 同层 |      | 群益路   | 三沙公路           |
| 註： 設有 \| 設有 \| 設於同一層 |                                  |      |          |                    |

## 接驳交通
东涌站附近设置有地铁东涌站公交站，乘客可乘公交来往南沙区各地。
| 巴士（地铁东涌站） \| 编号 \| 编号 \| 线路 \| 线路 \| 线路 \| 收费 \| 备注 \| \| ---- \| ------- \| -------------- \| ---- \| -------------- \| ---- \| ---------------------- \| \| \| 南沙35 \| 东涌地铁站 \| ↺ \| 墩涌 \| 2元 \| 30–60分/班 \| \| \| 南沙37 \| 东涌湖公交总站 \| ⇆ \| 东涌地铁站 \| 2元 \| 15–30分/班 \| \| \| 南沙52 \| 东涌湖公交总站 \| ⇆ \| 魚窩頭二中 \| 2元 \| 30分/班 \| \| \| 南沙夜2 \| 东涌地铁站 \| ⇆ \| 东涌湖公交总站 \| 3元 \| 南沙35路的夜班公交形式 \| |         |                |      |                |      |                        |
| 编号 | 编号    | 线路           | 线路 | 线路           | 收费 | 备注                   |
| | 南沙35  | 东涌地铁站     | ↺    | 墩涌           | 2元  | 30–60分/班             |
| | 南沙37  | 东涌湖公交总站 | ⇆    | 东涌地铁站     | 2元  | 15–30分/班             |
| | 南沙52  | 东涌湖公交总站 | ⇆    | 魚窩頭二中     | 2元  | 30分/班                |
| | 南沙夜2 | 东涌地铁站     | ⇆    | 东涌湖公交总站 | 3元  | 南沙35路的夜班公交形式 |

## 利用情况
同低涌站一样，本站周围也是被农田所包围，但在车站附近设有地铁东涌公交总站，方便乘客轉乘巴士前往东涌镇一带以及鱼窝头等地；除早晚高峰客流略有小幅增长外，车站在大部分时间相当冷清。

## 历史
本站最早出現在2003年的方案中，当时本站仍为3号线的车站之一。后来局部修改的方案中成为4號綫的一部分并延長至南沙，本站作為新出現的4號線的中途站之一，位置与现时基本一致。
隨後本站随4号线二期工程在2004年4月25日批覆可行性报告。2006年12月30日，4號線二期首通段开通运营，本站正式启用。
2021年6月5日，为配合南沙区政府的疫情防控措施和全员核酸检测工作，本站停止对外运营服务；后于当日晚些时候恢复运营，所有出入口调整为只出不入，直至6月7日首班车起恢复。

## 未來發展

### 31號線
根據《南沙综合交通枢纽规划（2020-2035年）》，31號線未來在本站与4号线換乘。但31號線屬於規劃線路，尚無法確定31號線在此處設站的具體位置和換乘方式。